# Лопес, Алехо
Хесус Алехо Лопес (исп. Jesús Alejo López; 5 мая 1996, Мехико) — мексиканский бейсболист, игрок второй базы клуба Главной лиги бейсбола «Цинциннати Редс».

## Биография
Алехо Лопес родился 5 мая 1996 года в Мехико. В бейсбол он начал играть в возрасте пяти лет. Перед поступлением в старшую школу он переехал в Канаду, два года жил в Альберте, затем ещё два года учился в старшей школе Гринуэй в Финиксе. После окончания школы намеревался продолжить обучение в университете штата Аризона, но на драфте Главной лиги бейсбола был выбран клубом «Цинциннати Редс» и решил начать профессиональную карьеру.
В 2015 году Лопес выступал за дочернюю команду «Редс» в Аризонской лиге для новичков. Следующие два сезона он провёл в фарм-клубе «Биллингс Мустангс» в Лиге пионеров. В чемпионате 2016 года он отбивал с показателем 27,3 % и выделялся дисциплиной на бите, зарабатывая уоки в два раза чаще страйкаутов. В 2017 году эффективность Лопеса на бите выросла до 30,0 %, хотя он играл нестабильно и на высоком уровне провёл только два игровых отрезка в июле и августе.
Сезон 2018 года Лопес провёл в составе команды «Дейтон Дрэгонз» в Лиге Среднего Запада. В 2019 году он сыграл 124 матча за «Дейтону Тортугас» во Флоридской лиге, выходя на поле на четырёх различных позициях в инфилде. Его показатель отбивания по итогам чемпионата составил 28,7 %. Официальный сайт системы младших бейсбольных лиг включил Лопеса в состав сборной звёзд фарм-системы «Цинциннати». В 2020 году он не принимал участия в официальных играх, так как сезон был отменён из-за пандемии COVID-19. Начало регулярного чемпионата 2021 года он провёл в командах «Чаттануга Лукаутс» и «Луисвилл Бэтс». В июне Лопес дебютировал за «Редс» в Главной лиге бейсбола. По итогам года его признали лучшим отбивающим фарм-системы клуба, за основной состав «Цинциннати» он сыграл 14 матчей с показателем отбивания 26,1 %.